# Anthony McIntyre
Anthony McIntyre (nascut el 27 de juny de 1957) és un antic voluntari, escriptor i historiador de l'exèrcit republicà irlandès provisional. Va ser empresonat per assassinat durant 18 anys a Long Kesh, passant quatre d'aquests anys en Dirty protest. Després de sortir de la presó el 1992, va completar un doctorat en ciències polítiques a la Queen's University de Belfast i va deixar el Moviment Republicà el 1998 per treballar com a periodista i investigador. Una col·lecció del seu periodisme es va publicar com a llibre l'any 2008, Good Friday: The Death of Irish Republicanism.

## Recerca i el projecte Belfast
McIntyre va participar en el projecte d'història oral del Boston College sobre els Troubles titulat Belfast Project, realitzant entrevistes amb antics membres de l'IRA provisional que (com ell mateix) s'havien desil·lusionat amb la direcció que havia pres el moviment republicà, com Brendan Hughes i Dolours Price, i antics paramilitars lleialistes de l'Ulster com David Ervine. Les entrevistes van ser la base del llibre Voices From The Grave: Two Men's War in Ireland d'⁣Ed Moloney.
El 2011, McIntyre es va veure involucrat en una polèmica quan el Servei de Policia d'Irlanda del Nord (PSNI) va citar les transcripcions de les entrevistes, realitzades pel Boston College, en relació amb una investigació del segrest i assassinat de Jean McConville el 1972. El març de 2014, el PSNI va anunciar que buscava qüestionar a McIntyre sobre els enregistraments del projecte Belfast recentment publicats, concretament en referència al suposat paper de Gerry Adams en el segrest i assassinat de Jean McConville.

## Visions polítiques
McIntyre és un destacat crític del Sinn Féin actual i del seu lideratge. Però malgrat la crítica, McIntyre segueix participant en els esdeveniments del partit Sinn Féin Republicà. És cofundador de The Blanket, una revista que posa una mirada crítica sobre el procés de pau d'Irlanda del Nord.